# 聖徳大学の人物一覧
聖徳大学の人物一覧は聖徳大学に関係する人物の一覧記事。

## 著名な教職員

### 心理・福祉学部
- 山口豊一 - 心理学科教授、学校心理学

### 文学部
- 重里徹也 - 日本語表現法・日本近現代文学・自己表現の技法・ジャーナリズム論・メディア論・時事問題研究[1][2]
- 松本麻子 - 文学科教授、日本中世文学

### 音楽学部
- 菅野雅紀 - 音楽学科准教授、ピアノ
- 高橋大海 - 声楽・オペラ[3][4]
- 松井孝夫 - 音楽教育学[5][6]

## 語学教育センター
- 池内正幸 - 進化言語学

## 元教職員
- 坂崎紀 - 音楽学（西洋音楽史・音楽理論）[7][8]
- 松居直美 (オルガン奏者) - パイプオルガン[5][9]

## OB・OG

### 研究者・学者
- 梶原公子（教育者）[10]